# 몬머스의 제프리
몬머스의 제프리(영어: Geoffrey of Monmouth; 라틴어: Galfridus Monemutensis 갈프리두스 모네무텐시스[*], 웨일스어: Gruffudd ap Arthur, Sieffre o Fynwy 그루푸드 압 아르수르, 시에프레 오 피느위 1100년경 ~ 1155년경)는 중세 영국의 수도승 겸 연대기 작가이다.

## 생애
세인트 애서프의 주교로, 옥스퍼드 대학에서 연구를 하였으며, 브리타니아 열왕사를 저술하였다. 이 이야기는 트로이 전쟁 직후 트로이의 왕자가 영국으로 이주하여 초대 영국 국왕이 되는 이야기, 그리고 계속 전개되어 아서왕의 이야기를 수록하고 있다.